# Birmania en los Juegos Paralímpicos de Nueva York y Stoke Mandeville 1984
Birmania estuvo representada en los Juegos Paralímpicos de Nueva York y Stoke Mandeville 1984 por diez deportistas masculinos.

## Medallistas
El equipo paralímpico birmano obtuvo las siguientes medallas:
| Nombre   | Deporte   | Evento                         |
| -------- | --------- | ------------------------------ |
| Oro      |           |                                |
| Tin Ngwe | Atletismo | Salto de altura A3 masculino   |
| Plata    |           |                                |
| Aung Gyi | Atletismo | Salto de altura A3 masculino   |
| Tin Ngwe | Atletismo | Salto de longitud A3 masculino |
| Bronce   |           |                                |
| Aung Gyi | Atletismo | Salto de longitud A3 masculino |